# Vika Jigulina
Vika Jigulina (n. 18 februarie 1983) este o producătoare muzicală, cântăreață și DJ originară din Republica Moldova. Din anul 2000 trăiește și activează în România.

## Biografie
Vika Jigulina pe numele său adevărat Victoria Corneva, s-a născut pe 18 februarie 1986 în orașul Cahul din Republica Moldova și a absolvit Liceul de Muzică din orașul Cahul care poartă numele sopranei Maria Cebotari. În anul 2000, s-a mutat în Timișoara, România, unde și-a continuat studiile muzicale. A lucrat în mai multe cluburi din Timișoara și a ajuns să lucreze, în cele din urmă, și în București, unde locuiește în prezent. A obținut postul de moderator al unei emisiuni săptămânale, la Radio Deea și, mai târziu, la postul de radio VIBE FM, care i-au adus notorietate națională. 
Vika Jigulina a mixat alături de Steve Murrano, ATB, Tomcraft, DJ DOX, Steve Angello, Sebastian Ingrosso, dar și de mulți artiști români. Ea este co-producătoarea și vocea în hit-urile internaționale precum „Stereo Love”, This is My Life și Desert Rain al muzicianului și producătorului român Edward Maya.

## Discografie

### Single-uri

#### Ca artist principal
| Titlu                                                                             | An   | Poziții | Poziții | Poziții | Poziții | Poziții | Poziții | Poziții | Poziții | Poziții | Poziții | Poziții | Certificări | Album                |
| Titlu                                                                             | An   | BEL     | CAN     | FRA     | GER     | IRE     | NLD     | SPA     | SWE     | SWI     | UK      | US      | Certificări | Album                |
| --------------------------------------------------------------------------------- | ---- | ------- | ------- | ------- | ------- | ------- | ------- | ------- | ------- | ------- | ------- | ------- | --- | -------------------- |
| "Stereo Love" (with Edward Maya)                                                  | 2009 | 2       | 19      | 1       | 4       | 1       | 5       | 1       | 1       | 2       | 4       | 16      | - BEL: Gold - CAN: 2x Platinum - GER: Platinum - SPA: 2× platinum - SWE: Platinum - SWI: Platinum - UK: Gold - US: Platinum | The Stereo Love Show |
| "Memories"                                                                        | 2012 | —       | —       | —       | —       | —       | —       | —       | —       | —       | —       | —       | | Non-album singles    |
| "Love of My Life" (with Edward Maya)                                              | 2014 | —       | —       | —       | —       | —       | —       | —       | —       | —       | —       | —       | | Non-album singles    |
| "—" denotes a recording that did not chart or was not released in that territory. |      |         |         |         |         |         |         |         |         |         |         |         | |                      |

#### Ca artist secundar
| Titlu                                                                             | An   | Poziții | Poziții | Poziții | Poziții | Poziții | Poziții | Poziții | Poziții | Poziții | Poziții | Poziții | Album                |
| Titlu                                                                             | An   | BEL     | CAN     | FRA     | GER     | IRE     | NLD     | SPA     | SWE     | SWI     | UK      | US      | Album                |
| --------------------------------------------------------------------------------- | ---- | ------- | ------- | ------- | ------- | ------- | ------- | ------- | ------- | ------- | ------- | ------- | -------------------- |
| "This Is My Life" (Edward Maya featuring Vika Jigulina)                           | 2010 | 12      | —       | 2       | —       | —       | 42      | —       | 58      | 43      | —       | —       | The Stereo Love Show |
| "Desert Rain" (Edward Maya featuring Vika Jigulina)                               | 2011 | —       | —       | —       | —       | —       | —       | —       | —       | —       | —       | —       | Non-album single     |
| "Mono in Love" (Edward Maya featuring Vika Jigulina)                              | 2012 | —       | —       | —       | —       | —       | —       | —       | —       | —       | —       | —       | The Stereo Love Show |
| "—" denotes a recording that did not chart or was not released in that territory. |      |         |         |         |         |         |         |         |         |         |         |         |                      |